# NGC 5141
NGC 5141 é uma galáxia lenticular (S0) localizada na direcção da constelação de Canes Venatici. Possui uma declinação de +36° 22' 44" e uma ascensão recta de 13 horas, 24 minutos e 51,4 segundos.
A galáxia NGC 5141 foi descoberta em 1 de Maio de 1785 por William Herschel.